# Elhárítás
Az elhárítás defenzív jellegű titkosszolgálati tevékenység, ami az ellenséges hírszerző és egyéb titkos tevékenység, szabotázs, diverzió, terrorista cselekmények felderítésére és kivédésére irányul. A kivédendő támadás eredete szerint megkülönböztethető a külső és a belső elhárítás, azaz az idegen országok cselekményei elleni védekezés, döntően a kémelhárítás, illetve a belső terrorizmus és az alkotmányos rend elleni szervezkedés elhárítása. A megvédendő célpontok szerint megkülönböztethető a polgári és katonai elhárítás. A belbiztonsági tevékenység az elhárítás speciális esete, amikor magukat az adott ország titkosszolgálatait és más fegyveres testületeit védelmezik különösen mélyen rejtett eszközökkel és módszerekkel a külső behatolás, befolyásolás, korrupciós törekvések ellen. (A belső elhárítás és a belbiztonsági tevékenység fogalmai a közbeszédben gyakran keverednek.)

## Elhárítás az Osztrák–Magyar Monarchiában az első világháború alatt
A háborúk idején a kémkedést különösen súlyosan, általában halállal büntették. Az Osztrák–Magyar Monarchia hadbíróságai 1914-ben 58 Oroszország javára kémkedő személy közül 38-at ítéltek halálra, amellett 28 szerb és 2 montenegrói kém is a legsúlyosabb büntetést kapta. 1915-ben 202 bírósági eljárás folyt kémkedési ügyben. Tizenkét vádlottat akasztottak fel vagy lőttek agyon. 1916-ban 182 kémperben 50 személyt ítéltek halálra. Sok volt köztük a szerb kém. Az angol, a francia és az olasz hírszerzők általában enyhébb büntetést kaptak. 1918-ra már lényegesen lecsökkent a kémtevékenység: mindössze 11-en álltak katonai bíróság elé, s négy halálos ítéletet hoztak.

## Támadólagos elhárítás
Bár az elhárítás alapvetően defenzív, védekező jellegű tevékenység, amit hazai földön folytatnak, a munka eredményessége érdekében kialakult ennek az offenzív, támadólagos ágazata is, amit már az ellenfél területén működtetnek. Ennek fő célja az ellenfél hírszerzésébe, vagy más, az adott országgal szemben ellenséges tevékenységet folytató szervezeteibe történő beépülés, az ilyen munka akadályozása. Az offenzív elhárítást végezheti a haza elhárítás speciális részlege, vagy a hírszerzés külön egysége, vagy mindkettő. Ez a tevékenység különösen gyakran okozhat szervezeti és személyi súrlódásokat az elhárítás és hírszerzés (mint például az amerikai FBI és a CIA, vagy a brit MI5 és az MI6) között.

## Magyarország elhárító szolgálatai
Az Osztrák–Magyar Monarchia idején a Nyilvántartó Iroda nevű katonai hírszerző szolgálat egyben az elhárítással is foglalkozott. 1919 és 1945 között ugyancsak a magyar katonai hírszerzés egyik tevékenységi ága volt az elhárítás is, mégpedig a VKF 2. Osztály Defenzív Alosztálya (Def) révén, amely politikai rendőrségi feladatokat is ellátott.
1945 után, a kommunista pártállami diktatúra idején a Katonapolitikai Osztály, majd az Államvédelmi Hatóság működött többek között az elhárítás szerveként is. Az 1956 után fokozatosan kialakított új rendszerben, 1962-től a Belügyminisztérium III. Főcsoportfőnökségén belül a III/II foglalkozott a kémelhárítással, a III/III a belső elhárítással, a III/IV a hadseregen belüli katonai elhárítással.
A rendszerváltás után a belső elhárítás feladatai közül azokat, amelyek a demokratikus jogállamban is szükségesek maradtak, valamint a kémelhárítást a Nemzetbiztonsági Hivatal vette át, aminek a neve 2010-ben Alkotmányvédelmi Hivatalra változott. A katonai elhárítással 1990-től az újra a Honvédelmi Minisztérium alárendeltségébe kerülő Katonai Biztonsági Hivatal foglalkozott. Ez utóbbit 2012-ben Katonai Nemzetbiztonsági Szolgálat néven összevonták az addigi Katonai Felderítő Hivatallal, így a katonai elhárítás és a katonai hírszerzés szervezetileg újra egyesült.
Magyarország belbiztonsági szolgálata, amelynek feladata a hatáskörébe rendelt fegyveres testületek védelme a külföldi és belső behatolástól, 2011-től a korábbi Rendvédelmi Szervek Védelmi Szolgálatára (RSZVSZ) épülő Nemzeti Védelmi Szolgálat.